# Mudawi Ibrahim Adam
Mudawi Ibrahim Adam, född 1956, är en sudanesisk människorättsförsvarare och grundare av människorätts- och hjälporganisationen Sudan Social Development Organization (SUDO), för vilken han också var ordförande. Han har för sina insatser uppmärksammats internationellt med priser, men upprepade gånger hamnat i sudanesiskt fängelse. Han hotas sedan maj 2017 av dödsstraff.

## Biografi
Mudawi Ibrahim är utbildad ingenjör och disputerade 1981 vid Khartoums universitet där han fortsatt som lärare. Han startade 1994 företaget Lambda Engineering, som bland annat konstruerar vattenreningsverk, vattenpumpar och maskineri för småindustrier och jordbruk. Han är gift och har fyra barn.
Mudawi Ibrahim grundade SUDO 2001 med huvudkontor i Khartoum. Han har för sitt engagemang för mänskliga rättigheter i Sudan, trots upprepade fängslingar, belönats med Front Line Defenders Award for Human Rights Defenders at Risk 2005, Human Rights First Award 2005 och Jonas Weiss Prize 2012.

## Hot om dödsstraff
Den 7 december 2016 sattes Mudawi Ibrahim åter i fängelse utan kända anklagelsepunkter, och det rapporterades att han utsattes för tortyr och hållits i isolering. Han hungerstrejkade en tid för att försöka tvinga fram en frigivning eller åtminstone ett formellt åtal. Den 11 maj 2017 kom beslut om åtal för statsfientlig verksamhet, i sex åtalspunkter varav två kan ge dödsstraff. Flera människorättsorganisationer engagerade sig i fallet. Bland annat uppmanade även FN och EU Sudan att omedelbart frige Mudawi Ibrahim.
Den 29 augusti 2017 benådades Mudawi Ibrahim och ytterligare fem medåtalade människorättsförsvarare.